# Big Mess
Big Mess — второй сольный студийный альбом певца, музыканта и композитора Дэнни Эльфмана, выпущенный 11 июня 2021 года на лейблах Anti- и Epitaph Records.
Он является первым альбомом Эльфмана вне его композиций для фильмов после альбома 1994 года Boingo с его бывшей группой Oingo Boingo и его первым сольным поп-релизом после альбома 1984 года So-Lo. Хотя в Big Mess участвуют бывшие участники Oingo Boingo, такие как Стив Бартек, Уоррен Фитцджеральд и Марк Мэнн, это не является записью Oingo Boingo в духе So-Lo.

## Общая информация и запись
Первоначально Эльфман написал две песни, «Sorry» и «Happy» — первые, созданные не по заказу, со времени распада Oingo Boingo, — которые намеревался представить публике на Coachella-2020. В программу выступления предполагалось также включить ряд переработанных фрагментов из музыки к фильмам и песен Oingo Boingo, но фестиваль был отменён из-за пандемии COVID-19. После этого возник целый альбом, который Эльфман не планировал, но, как он рассказывал, однажды начав, уже «не мог остановиться» и в итоге записал 18 песен. Альбом был представлен серией синглов, начиная с «Happy» в октябре 2020 года и продолжившись с января 2021 года 11 числа каждого месяца.
Альбом состоит из двух «сильно контрастирующих» половин и заканчивается современным ремейком песни Oingo Boingo «Insects» с альбома Nothing to Fear. Эльфман искал старую песню Boingo, которая могла бы соединиться с «антиутопическим кошмаром», в который он погрузился в тот момент времени, живя в Америке, и чувствовал, что Insects был правильным выбором.
В декабре 2021 года Anti- и Epitaph Records анонсировали грядущий делюксовый бокс-сет, включающий четыре цветных винила, артбук на 60 страниц, руку Эльфмана в натуральную величину в виде лампы и подписанный постер. Две из пластинок содержат ремиксы и вокальные партии от таких музыкантов, как Трент Резнор, Бликса Баргельд, Ребекка дель Рио, Fever333, HEALTH, Squarepusher и Machinegirl. Хотя большинство из этих ремиксов были позже выпущены на Bigger. Messier. и его делюкс-издании в 2022 году. Бокс-сет Big Mess был номинирован на премию «Грэмми 2023» в категории «Лучший коробочный или лимитированный бокс-сет» (арт-директор Берит Гилма).

## Реакция критиков
| Совокупная оценка   | Совокупная оценка                                                        |
| Источник            | Оценка                                                                   |
| ------------------- | ------------------------------------------------------------------------ |
| Metacritic          | 61                                                                       |
| Оценки критиков     |                                                                          |
| Источник            | Оценка                                                                   |
| American Songwriter | 4 из 5 звёзд · 4 из 5 звёзд · 4 из 5 звёзд · 4 из 5 звёзд · 4 из 5 звёзд |
| AllMusic            | 4 из 5 звёзд · 4 из 5 звёзд · 4 из 5 звёзд · 4 из 5 звёзд · 4 из 5 звёзд |
| Mojo                | 3 из 5 звёзд · 3 из 5 звёзд · 3 из 5 звёзд · 3 из 5 звёзд · 3 из 5 звёзд |
| PopMatters          | 5/10                                                                     |

Big Mess был встречен преимущественно положительными, хотя и несколько неоднозначными отзывами. На сайте Metacritic, который присваивает нормализованный рейтинг из 100 баллов отзывам критиков, альбом получил средний балл 61, основанный на 7 отзывах, что означает «в целом благоприятные отзывы».

## Список композиций
Автор всех песен — Дэнни Эльфман.

### Диск 1
| №  | Название               | Длительность |
| -- | ---------------------- | ------------ |
| 1. | «Sorry»                | 4:53         |
| 2. | «True»                 | 4:24         |
| 3. | «In Time»              | 4:27         |
| 4. | «Everybody Loves You»  | 7:04         |
| 5. | «Dance with the Lemur» | 4:14         |
| 6. | «Serious Ground»       | 5:00         |
| 7. | «Choose Your Side»     | 4:33         |
| 8. | «We Belong»            | 3:50         |

### Диск 2
| №   | Название                    | Длительность |
| --- | --------------------------- | ------------ |
| 1.  | «Happy»                     | 4:33         |
| 2.  | «Just a Human»              | 2:46         |
| 3.  | «"Devil Take Away»          | 2:49         |
| 4.  | «Love in the Time of COVID» | 3:31         |
| 5.  | «Native Intelligence»       | 4:23         |
| 6.  | «Better Times»              | 3:14         |
| 7.  | «Cruel Compensation»        | 3:11         |
| 8.  | «Kick Me»                   | 2:11         |
| 9.  | «Get Over It»               | 4:06         |
| 10. | «Insects»                   | 3:09         |

## Участники записи
- Дэнни Эльфман — вокал, продюсер, тексты, музыка, гитара и синтезаторы
- Джош Фриз — ударные
- Стю Брукс[англ.] — бас-гитара
- Робин Финк — гитара
- Нили Брош[англ.] — гитара
- Уоррен Фитцджеральд[англ.]— гитара
- Сидни Хопсон — перкуссия
- Джо Мартоне — перкуссия

Дополнительные музыканты
- Петра Хаден[англ.] — женский сольный вокал
- Холли Седильос — хористка
- Анна Шуберт — хористка
- Даниэль Уизерс — женский хорист
- Lyris Quartet — струнные
- Budapest Art Orchestra — оркестр
- Будапештский музыкальный оркестр — оркестр («Happy» и «Sorry»)

Производственный персонал
- Дэнни Эльфман — продюсер
- Стив Бартек — струнная оркестровка
- Марк Мэнн[англ.] — помощник по оркестровке
- Ной Снайдер — инженер, сведение
- Закк Червини[англ.] — смешивание
- Джоэл Гамильтон[англ.] — сведение
- Пит Рутчо — сведение
- Рэндалл Данн — сведение
- Ник Треков — ассистент микширования
- Франсиско Ботеро — помощник по микшированию
- Бен Гринберг — помощник по микшированию
- Гаррет де Блок — помощник по микшированию
- Ник Ривс — дополнительная звукоинженерия
- Мэтт Таггл — дополнительная звукоинженерия
- Джо Лапорта[англ.] — мастеринг

Дизайн/Визуальные эффекты
- Берит Гвендолин Гилма — креативный/арт-директор

## Bigger. Messier.
Как до, так и после выхода альбома, ремиксы большинства его синглов, а также «We Belong» были выпущены в качестве рекламных самостоятельных синглов. В преддверии выхода альбома, 1 апреля, был выпущен ремикс на песню «Kick Me» Зака Хилла, барабанщика экспериментальной рэп-группы Death Grips. После релиза ещё пять ремиксов были выпущены в качестве синглов:
- «True» с участием Трента Резнора из Nine Inch Nails, выпущенный 11 августа[13].
- «We Belong» с ремиксом от Squarepusher, выпущенный 10 сентября[14]
- «Serious Ground» с ремиксом от Xiu Xiu, выпущена 12 октября
- «Sorry» с ремиксом от Kid606[англ.], выпущен 30 ноября
- «Native Intelligence» также с участием Резнора, выпущен 21 марта 2022 года.

8 декабря было объявлено, что эти ремиксы, наряду с другими, войдут в делюксовый бокс-сет альбома. Отдельный релиз в это время не был анонсирован.
29 июня 2022 года был анонсирован альбом ремиксов Bigger. Messier. был анонсирован для выпуска 12 августа. В альбом войдет большинство ремиксов, содержащихся в бокс-сете «Deluxe», а также новые ремиксы. В преддверии анонса был выпущен новый ремикс на песню «Kick Me», в котором Игги Поп исполнил речь, а официальное видео создали Кэрри Чен и Берит Гвендолин Гилма. Позже альбом был дополнен делюкс-изданием (стилизованным под Bigger. Messier. (Deluxe.)), выпущенное на музыкальных стриминговых сервисах 18 ноября 2022 года. В это издание были добавлены ремиксы, которые ранее были эксклюзивными для бокс-сета «Deluxe» оригинального альбома, а также один новый трек, ремикс на «Sorry» от Ghostemane. Кураторами ремиксов выступили басист Стю Брукс и креативный директор Эльфмана Берит Гилма.

### Список композиций
Слова и музыка всех песен — Дэнни Эльфмана.
| №   | Название                                                 | Длительность |
| --- | -------------------------------------------------------- | ------------ |
| 1.  | «We Belong (Squarepusher Remix)»                         | 7:13         |
| 2.  | «Happy (Little Snake Dying In The Club Edition)»         | 2:47         |
| 3.  | «Happy (33EMYBW Remix)»                                  | 3:00         |
| 4.  | «Sorry (Kid606 Remix)»                                   | 6:09         |
| 5.  | «We Belong (Rafiq Bhatia Remix)»                         | 3:38         |
| 6.  | «Kick Me (Zach Hill Remix)»                              | 3:03         |
| 7.  | «Insects (Machine Girl Insecticidal Tendencies Remix)»   | 4:30         |
| 8.  | «Serious Ground (Xiu Xiu Remix)»                         | 5:15         |
| 9.  | «Cruel Compensation (The Locust Remix)»                  | 2:22         |
| 10. | «Everybody Loves You (Boris Remix)»                      | 5:39         |
| 11. | «Дэнни Эльфман и Трент Резнор - True»                    | 5:18         |
| 12. | «In Time (при участии Бликса Баргельд)»                  | 4:41         |
| 13. | «In Time (Kaitlyn Aurelia Smith Remix)»                  | 3:10         |
| 14. | «Дэнни Эльфман и Трент Резнор - Native Intelligence»     | 4:29         |
| 15. | «Дэнни Эльфман и Игги Поп - Kick Me»                     | 3:37         |
| 16. | «Kick Me (feat. Fever333)»                               | 2:05         |
| 17. | «In Time (HEALTH Remix)»                                 | 5:58         |
| 18. | «Native Intelligence (Ghostemane Natural Selection Mix)» | 3:33         |
| 19. | «Happy (Boy Harsher Remix)»                              | 4:48         |
| 20. | «Дэнни Эльфман и Трент Резнор - True (Stu Brooks Remix)» | 5:59         |
| 21. | «Happy (Little Snake Lunar Climax Edition)»              | 4:26         |

| №   | Название                        | Длительность |
| --- | ------------------------------- | ------------ |
| 22. | «Serious Dub (Scientist Remix)» | 5:00         |
| 23. | «Happy (A.Fruit Remix)»         | 3:18         |

| №   | Название                                           | Длительность |
| --- | -------------------------------------------------- | ------------ |
| 24. | «Sorry (Ghostemane Remix)»                         | 4:55         |
| 25. | «Kick Me (Zach Hill Remix V2)»                     | 2:20         |
| 26. | «Insects (Debugged & Refucked Machine Girl Remix)» | 5:54         |
| 27. | «Insects (Stu Brooks Remix)»                       | 3:54         |
| 28. | «In Time (It All Falls Down) Clipping. Remix»      | 2:45         |
| 29. | «We Belong (при участии Ребекки Дель Рио)»         | 3:45         |